# Stones
A Stones (magyarul: Kövek) a svájci ZiBBZ dala, mellyel Svájcot képviselték a 2018-as Eurovíziós Dalfesztiválon Lisszabonban. A dal a 2018. február 4-én rendezett svájci nemzeti döntőben nyerte el az eurovíziós indulás jogát.

## Eurovíziós Dalfesztivál
A dalt az Eurovíziós Dalfesztiválon a május 8-i második elődöntőben adták elő, fellépési sorrendben tizenhetedikként az Örményországot képviselő Sevak Khanagyan Qami című dala után és az Írországot képviselő Ryan O’Shaughnessy Together című dala előtt. Az elődöntőben a tizenharmadik helyen végeztek, így nem jutottak tovább a május 12-i döntőbe. Ez volt sorozatban a negyedik alkalom, hogy a Svájcot képviselő dal nem jutott tovább a dalfesztivál döntőjébe.
A következő svájci induló Luca Hänni She Got Me című dala volt a 2019-es Eurovíziós Dalfesztiválon.